# Чёрные кошки в культуре

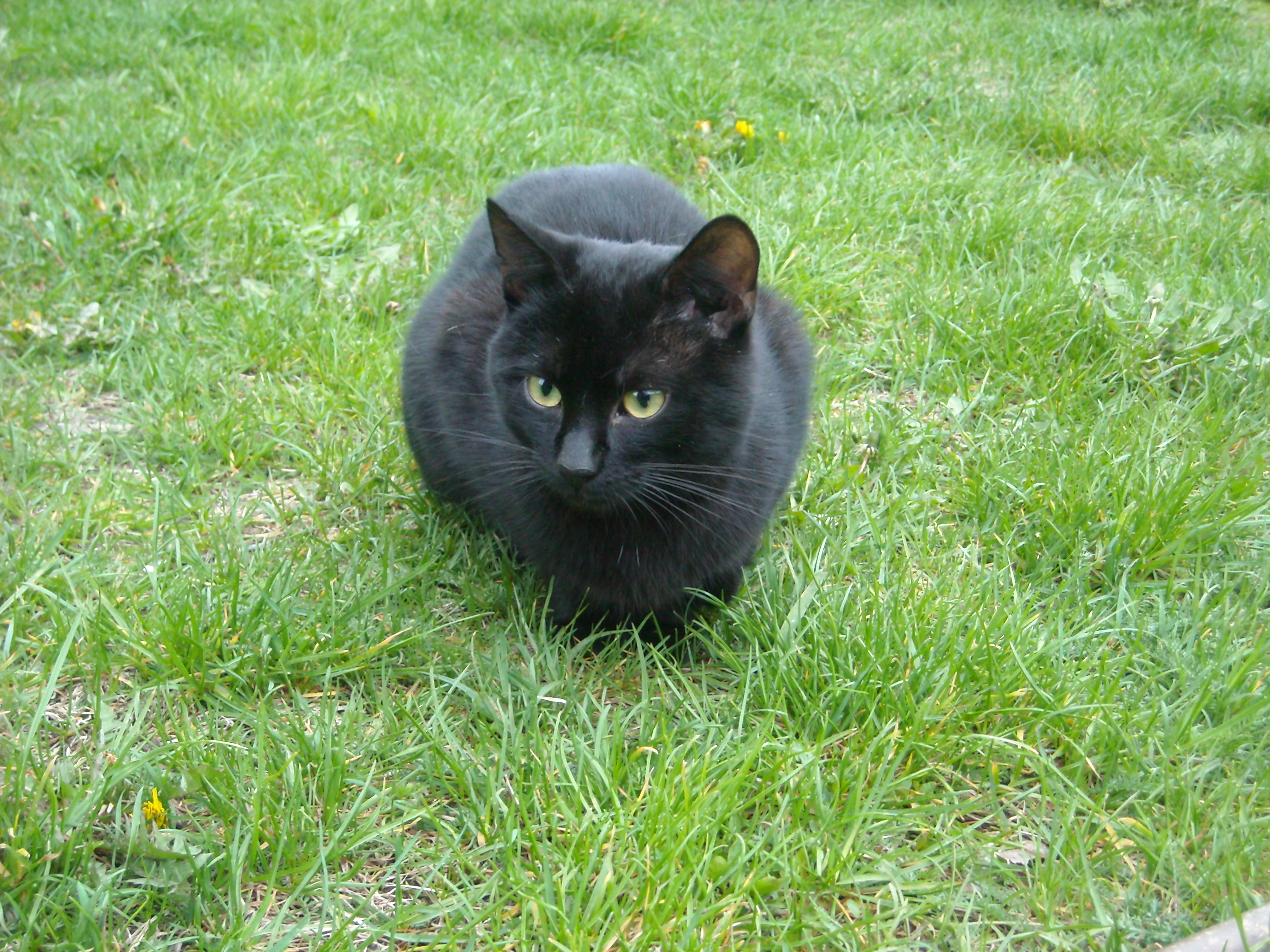

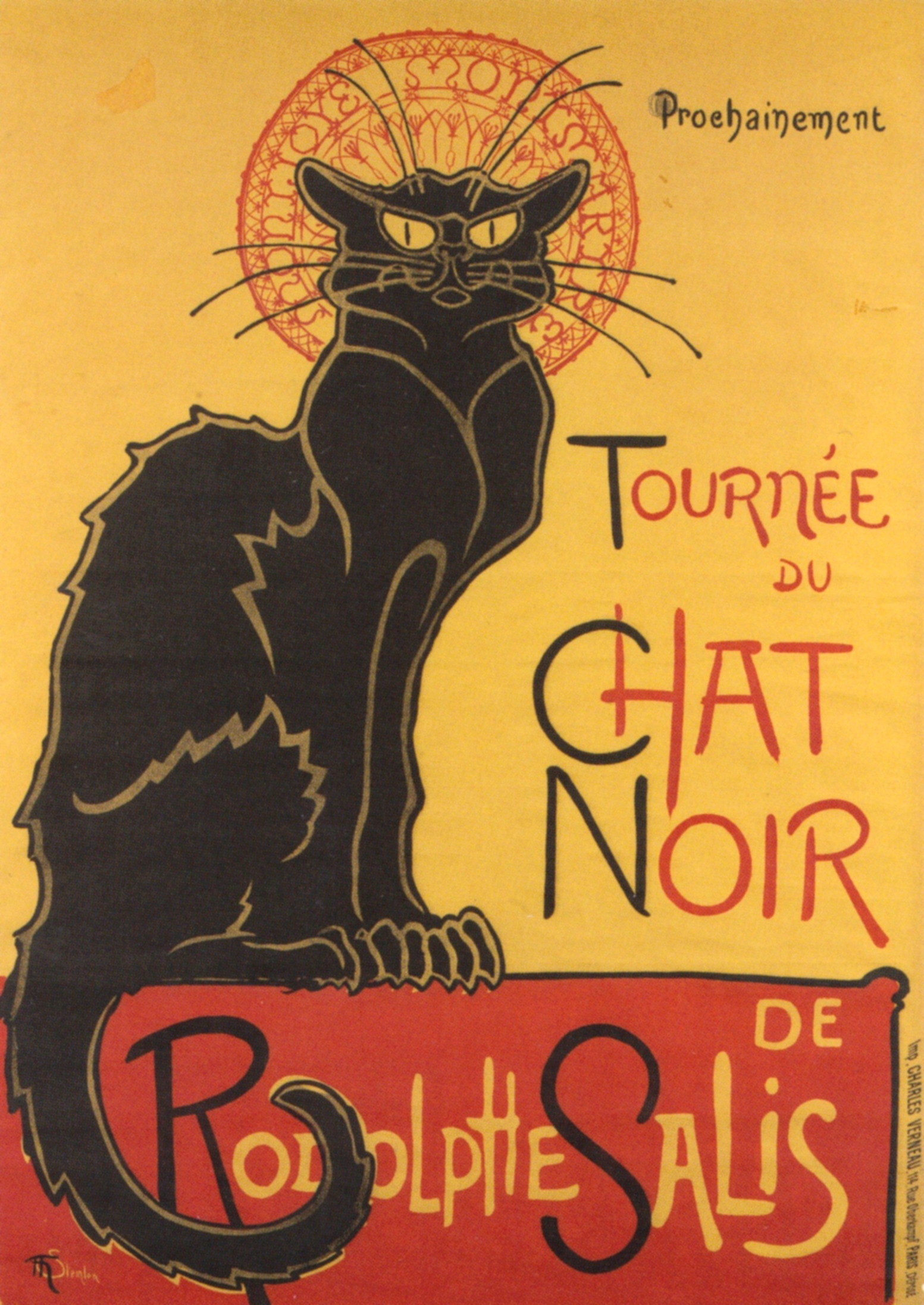
Рекламный плакат кабаре «Чёрный кот», автор — Теофиль-Александр Стейнлен

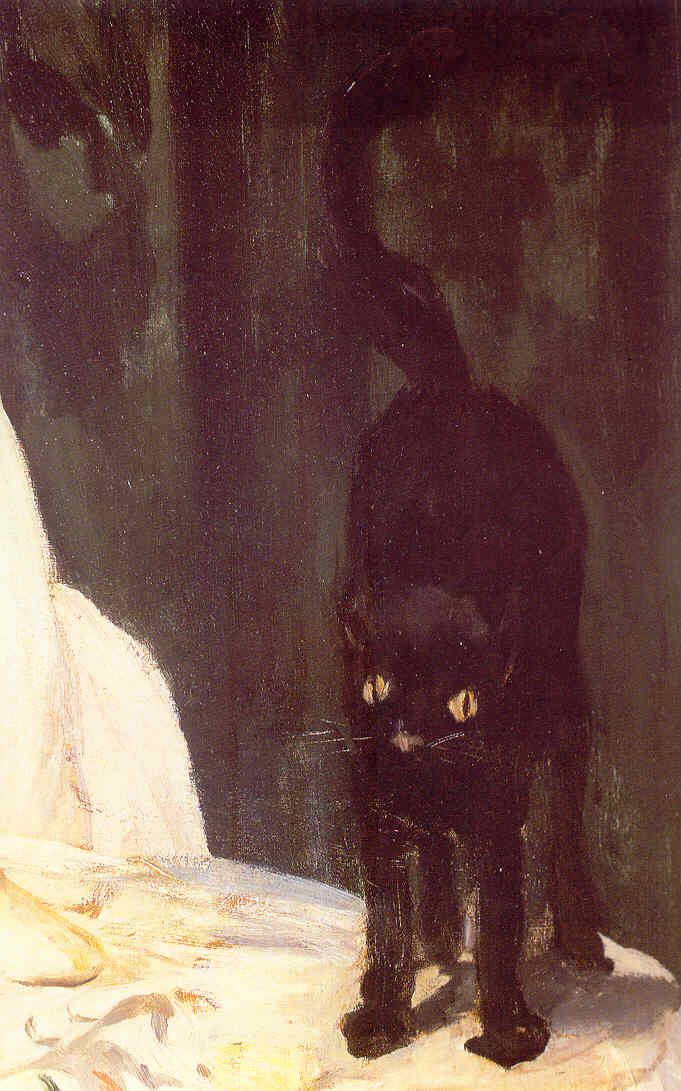
Фрагмент картины Мане «Олимпия»

Чёрные кошки — меланисты домашних кошек, объект суеверий различных народов. По мнению одних суеверных, служит предвестником несчастья (например, если чёрная кошка перебегает дорогу, то это приводит к дальнейшим неудачам в жизни), по мнению других — напротив, живущая в доме чёрная кошка приносит удачу. Предрассудки не зависят от породы кошки и касаются только её окраса.

## Исторические ассоциации

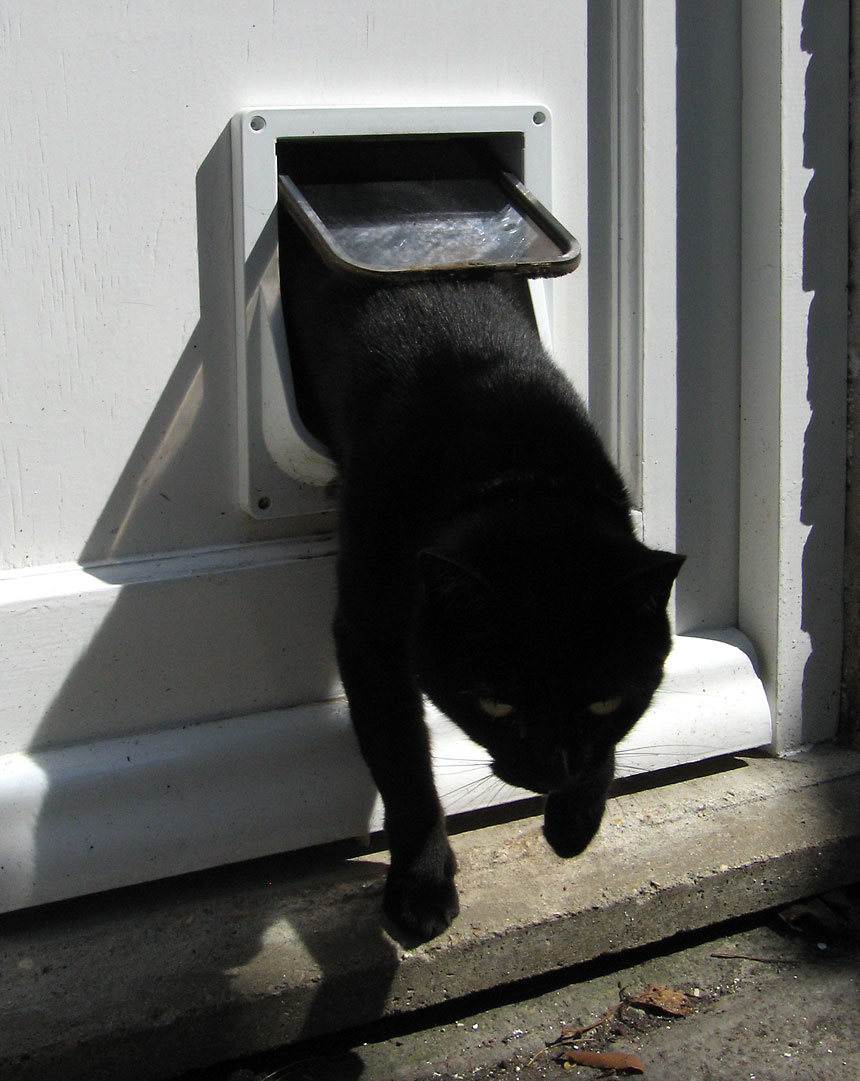

Интерпретация образа чёрных котов и кошек в разных культурах и народах различается:
- В Великобритании чёрная кошка считается символом удачи.
- Шотландцы верят, что чёрный кот, зашедший в дом, подарит богатство и процветание, а у хозяйки чёрного кота будет много поклонников[1].
- Согласно цыганским народным поверьям, умершие злодеи превращаются в чёрных кошек и некоторое время живут на «горе кошек», искупая свои грехи, и лишь затем допускаются в мир мёртвых[2].
- В западной культуре чёрные кошки часто являются символом дурного предзнаменования. Чёрный кот — любимец и помощник ведьм (как некоторые другие существа чёрного цвета, например ворон).

В произведениях устного народного творчества чёрный кот часто принимал человеческий вид и шпионил за людьми по приказу ведьм или демонов. В Средние века эти предрассудки заставляли людей убивать чёрных кошек и котов, в том числе этим занималась и инквизиция, так как их считали помощниками дьявола (сейчас итальянцы стараются загладить вину перед ними и даже празднуют День чёрного кота). Это отчасти привело к увеличению популяции крыс и распространению бубонной чумы и других болезней, переносимых грызунами.

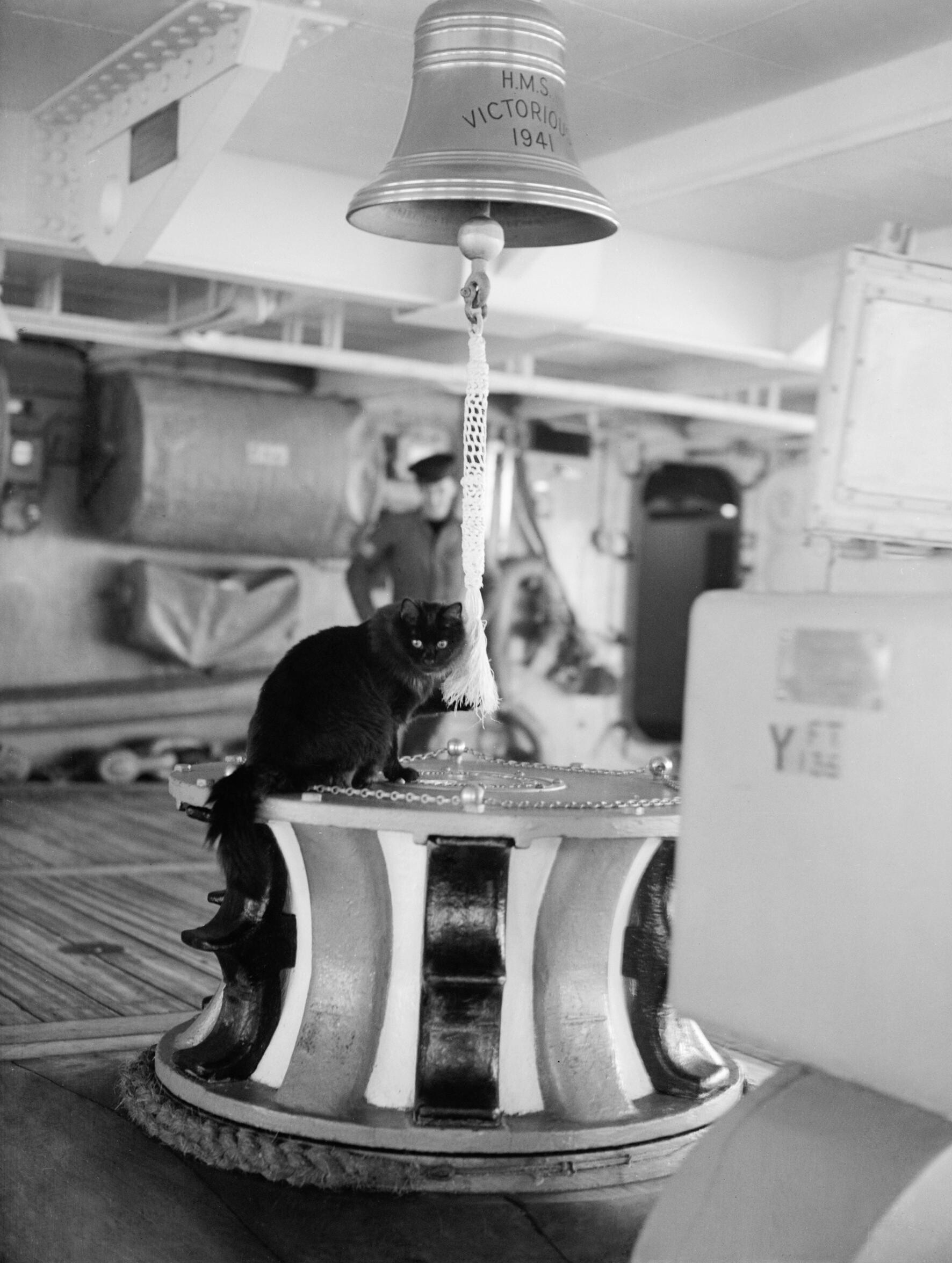
Тиддлз — корабельный кот Королевского военно-морского флота Великобритании

Иногда сверхъестественные свойства, приписываемые чёрным котам и кошкам, считаются положительными, например моряки полагают, что корабельный кот чёрного окраса принесёт удачу в плавании. Чёрных котов часто держат дома жёны моряков и рыбаков, веря, что это обезопасит их мужей, находящихся в плавании. Как определило американское исследование, чёрных котов и кошек реже других забирают из приютов для животных.

### Анархизм
В 1880-х годах чёрный цвет стал ассоциироваться с анархизмом, а чёрный кот стал символом анархистов. Одна из акций протеста получила название «Стачка диких кошек».
Во время суда над лидерами организации Индустриальные рабочие мира в 1918 году, Ральф Чаплин, который считается создателем символа с чёрным котом, заявил, что чёрный кот с детства ассоциируется с идеей протеста, что он заселяет в собственников и работодателей страх перед саботажем и суевериями.

## Чёрные кошки в культуре

### Богема
- Кабаре «Чёрный кот» (фр. Le Chat Noir) — знаменитое парижское заведение XIX века. Оно было открыто 18 ноября 1881 года художником Родольфом Салисом и закрыто в 1897[10].
- Black Cat Bar в Сан-Франциско знаменит тем, что был открыт во времена Сухого Закона в 1933 году, вёл в эти времена продажу спиртного и проработал 30 лет до 1963 года.

### Комиксы и манга
- Black Cat — популярная манга Ябуки Кэнтаро.
- Чёрная кошка — персонаж Marvel Comics (серия Человек-Паук).
- Чёрная кошка — героиня Harvey Comics[англ.].
- El Gato Negro[англ.] (исп.) — независимая серия комиксов.
- «Судьба Горелого» — манга из серии романов Эрин Хантер «Коты-воители». Главный герой — одиночка Горелый, чёрный кот.

### Фильмы и сериалы
- Чёрный кот (фильм, 1934)
- Чёрный кот (фильм, 1981)
- Чёрный кот (фильм, 1989)
- Кот Сэйлем — герой сериала «Сабрина — маленькая ведьма».

### Мультипликация
- Кот Феликс, один из первых анимированных персонажей в мире, создан в эпоху немого кино.
- В советском мультфильме «Пёс в сапогах» все коты кардинала — чёрные, за исключением главаря — серого кота, принадлежащего персидской либо гималайской породе, и Миледи — рыжей ориентальной кошки.
- Луна — чёрная кошка, персонаж аниме «Сейлор Мун».
- В аниме «Ведьмина служба доставки» присутствует персонаж — говорящий чёрный кот Дзи-дзи.
- В аниме «Блич» присутствует персонаж в периодическом облике кота — женщина по имени Ёруити.
- Chat Noir (с фр. — «Чёрный Кот») — так в оригинале зовут персонажа французского мультсериала «Леди Баг и Супер-Кот» (в русском переводе имя неточно передано как «Супер-Кот»).
- В полнометражном аниме-фильме режиссёра Хиромасы Ёнэбаяси «Мэри и ведьмин цветок» главную героиню сопровождает чёрный кот.
- В мультфильме «Удача» чёрный кот по имени Боб, житель Страны удачи, является одним из главных героев.
- В 4 сезоне американского мультсериала «Человек-паук» Паук встречает своего самого долговременного союзника — таинственную Чёрную Кошку, впоследствии завязав с ней короткий любовный роман (серия № 44 — «Чёрная кошка»).

### Спорт
- 9 сентября 1969 бейсбольные команды Chicago Cubs и New York Mets играли решающий матч. В середине матча фанаты выпустили на поле чёрного кота, который побежал напрямик к игроку The Cubs Рону Санто, а затем и к другим игрокам команды. The Cubs проиграли не только этот матч, но и провели серию неудачных матчей, в итоге счёт побед и поражений в сезоне составил 8-17.
- Одно из прозвищ футбольного клуба «Сандерленд» — «The Black Cats» («Чёрные коты»).

### Музыка
- «Чёрный кот» — песня Юрия Саульского и Михаила Танича.
- «Black Cat[англ.]» — песня Джанет Джексон, возглавлявшая Billboard Hot 100.
- «The Black Cat» — песня London After Midnight, выпущенная в альбоме «Selected Scenes from the End of the World».
- «Песенка про Чёрного кота» — стихи и музыка Булата Окуджавы.

### Прочее
- Kutsushita Nyanko (с яп. — «Кот в носках») — чёрный кот в белых носках, один из маскотов и игрушек компании San-X[англ.].
- Chococat[англ.] — чёрный кот из серии «Hello Kitty».
- Эмили (героиня серии постеров Emily the Strange[англ.]) — хозяйка четырёх чёрных кошек[11].
- «Чёрная Кошка» — одно из прозвищ советской преступной группировки, возглавляемой Иваном Митиным.
- «Black Cats (Royal Navy)» — вертолётная аэробатическая группа Королевского военно-морского флота Великобритании.